# Polysaevo
Polysaevo è una città della Russia siberiana meridionale (oblast' di Kemerovo).
Sorge nella parte centrale della oblast', 139 chilometri a sud del capoluogo Kemerovo.